# 포르노 포 파이로스
포르노 포 파이로스(Porno for Pyros)는 미국의 록 밴드이다.